# 강헌각
강헌각은 전라남도 진도군 진도읍 동외리에 있는 효열비각이다. 2012년 2월 29일 진도군의 향토문화유산(유형유산) 제9호로 지정되었다.

## 개요
강헌각은 진도군 진도읍 동외리에 있는 효열비각이다. 강헌각은 효자와 열녀의 정신을 기리고 사회 기강을 바로 세우고자 진도읍 동외리에 세운 효열비각이다.
1922년 군민과 사회의 기강을 진작하고자 세웠으며, 비각 설립에 관여한 인물은 조경신, 박원배, 감역(監役) 이경욱, 이병수이다. 강헌각을 조성하기 위해 강헌계가 조직되었다. 진도읍 동외리 도로변에 위치하고 있으며, 강헌각 내부에는 2기의 비가 있는데, 1기는 열녀비이고 다른 하나는 충신 효자비이다.
비 정면에는 효부, 뒷면에는 비서(碑序), 왼쪽 면에 연주가 기재되어 있다. 또 별비(別碑)에는 앞면에 효자, 왼쪽 면에 애우, 뒷면에는 비서, 오른쪽 면에는 효자부 연장(延長)으로 되어 있는데, 각각 열명식(列名式)으로 되어 있다.
강헌각은 일제강점기에 세워진 효열비 중의 하나로 비각을 세우기 위해 조직된 강헌계에 관한 자료가 남아 있어 사료적 가치를 지니고 있다. 강헌각 내의 2기의 비는 지역 내 열녀와 효자들의 이름을 기록한 것으로 군민과 사회의 기강 진흥을 위해 세운 것이다.